# テキサス・アウトローズ
ザ・テキサス・アウトローズ（The Texas Outlaws）は、かつてアメリカ合衆国で活動したプロレスのタッグチームである。テキサス出身のプロレスラー、ダスティ・ローデスとディック・マードックによって結成された。チーム名は、単にジ・アウトローズ（The Outlaws）とされる場合もある。
結成後の1960年代末から1970年代前半にかけては、チーム名通りテキサスの無法者をイメージしたカウボーイ・ギミックのヒールとして活躍。1973年下期に解散するが、以降はベビーフェイスのポジションで単発的に再結成された。

## 来歴

### 結成期
1968年10月、ボブ・ガイゲルが運営していたカンザスシティのNWAセントラル・ステーツ地区にて、テキサス出身の若手ヒールだった "ダーティ" ダスティ・ローデスと "ダーティ" ディック・マードックのタッグチームとして結成される。同年11月7日、トミー・マーチン&テリー・マーチンを破ってセントラル・ステーツ版のNWA北米タッグ王座を獲得。1969年は生まれ故郷のテキサスに凱旋、ダラスを本拠地とする東部地区（フリッツ・フォン・エリック主宰のNWAビッグタイム・レスリング）から、アマリロを本拠地とする西部地区（ドリー・ファンク・シニア主宰のNWAウエスタン・ステーツ・スポーツ）まで、各地を転戦した。 
1970年はオハイオやミシガンなどの五大湖エリアにも進出し、3月18日にガイ・ミッチェル&ベン・ジャスティスからデトロイト版のNWA世界タッグ王座を奪取。同月にはクリーブランドにてNWFの初代世界タッグ王者チームにも認定されており、世界タッグ王座の二冠王となった。デトロイトではブル・カリー&フレッド・カリーの親子タッグ、ビル・ミラー&ダン・ミラーの兄弟コンビ、アル・コステロ&ドン・ケントのファビュラス・カンガルーズなどを相手にNWA世界タッグ王座を防衛。1970年8月8日にボボ・ブラジル&ロード・レイトンに敗れるまで戴冠した。NWF世界タッグ王座も8月29日にジョニー・パワーズ&チーフ・ホワイト・オウルに奪われるが、9月17日にはフロリダにてホセ・ロザリオ&アルゼンチン・アポロを破りNWAフロリダ・タッグ王座を獲得。12月14日にはダラス地区でNWAアメリカン・タッグ王者チームに認定されている。
1971年初頭はオーストラリア（ジム・バーネット主宰のワールド・チャンピオンシップ・レスリング）に遠征し、1月21日にマーク・ルーイン&マリオ・ミラノから豪州版のIWA世界タッグ王座を奪取。帰米後の1971年4月、一時的にコンビを解消し、ローデスはAWA、マードックは南部地区などで個別で活動した後、1972年秋にマードックがAWAのサーキットに合流して再合体。以後1973年にかけてAWAを主戦場に、ディック・ザ・ブルーザー&クラッシャー・リソワスキーの元祖・極道コンビと抗争を展開。マッドドッグ・バション&ブッチャー・バション、ビル・ロビンソン&ワフー・マクダニエルなどのチームとも対戦し、ニック・ボックウィンクル&レイ・スティーブンスが保持していたAWA世界タッグ王座にも再三挑戦した。1973年6月には当時のAWAとの提携ルートで国際プロレスに来日、6月30日に岐阜市民センターにてラッシャー木村&グレート草津のIWA世界タッグ王座に挑戦している。その後、正式にチームを解散し、ローデスはフロリダ、マードックは中西部地区に転戦した。

### チーム解消以降
1975年、ローデスの本拠地だったフロリダにて一時的にコンビを再結成。ローデスは前年5月よりベビーフェイスに転向して同地区のトップスターとなっており、アウトローズも善玉のタッグチームとして迎えられ、ハーリー・レイス&ボブ・ループなどヒール陣営のチームと対戦した。同年11月にはNWAの提携ルートで全日本プロレスに来日し、11月27日に札幌中島スポーツセンターにてジャイアント馬場&ジャンボ鶴田のインターナショナル・タッグ王座に挑戦。12月に開幕した『オープン選手権』にも揃って残留参戦し、12月11日に日本武道館で行われた力道山十三回忌追善特別大試合ではパット・オコーナー&ミスター・レスリングと対戦した。
その後は1980年、古巣のカンザスシティにて再々結成。2月3日に行われたNWAセントラル・ステーツ・タッグ王座の新王者チーム決定トーナメントでは、ドリー・ファンク・ジュニア&テリー・ファンクのザ・ファンクスを破ってベスト4に進出したものの、準決勝でブルーザー・ブロディ&アーニー・ラッドの巨漢コンビに敗れている。ローデスの主戦場フロリダでも、イワン・コロフ&ニコライ・ボルコフ、ディック・スレーター&ボビー・ジャガーズなどのチームと抗争したが、同年12月に仲間割れを起こしマードックがヒールターン、翌1月にかけて両者の連戦が行われた。
1981年、全日本プロレスの常連外国人選手だったマードックの新日本プロレス移籍により、11月に新日本プロレスのリングでもアウトローズが復活。国際、全日本、新日本と、タッグチームとして昭和の3団体への登場を果たした。翌1982年3月にも新日本プロレスでタッグを組み、3月31日の愛知県体育館大会ではアントニオ猪木&藤波辰巳と対戦。この試合でアウトローズは猪木が怪我していた左膝を集中攻撃、負傷箇所を悪化させた猪木は、翌日の第5回MSGシリーズ決勝戦への出場を断念している。
以降、1983年4月にジョージア・チャンピオンシップ・レスリングに出場（オムニ・コロシアムにてコロフ&アイアン・シークと対戦）した後、1987年に当時ローデスがブッカーを務めていたジム・クロケット・プロモーションズで久々に両者は対峙。当初、マードックはヒールのポジションでローデスと元タッグパートナー同士の抗争を展開していたが、翌1988年8月にフェイスターンしてアウトローズを復活させ、ボビー・イートン&スタン・レーンのミッドナイト・エクスプレスなどと対戦した。この何度目かの再結成を最後に、マードックは1996年6月15日、ローデスは2015年6月11日に死去した。

## 獲得タイトル
セントラル・ステーツ・レスリング
NWA北米タッグ王座（セントラル・ステーツ版）：1回
NWAビッグタイム・レスリング（デトロイト）
NWA世界タッグ王座（デトロイト版）：1回
ナショナル・レスリング・フェデレーション
NWF世界タッグ王座：1回
チャンピオンシップ・レスリング・フロム・フロリダ
NWAフロリダ・タッグ王座：1回
NWAビッグタイム・レスリング（ダラス）
NWAアメリカン・タッグ王座：1回
ワールド・チャンピオンシップ・レスリング（オーストラリア）
IWA世界タッグ王座：1回